# Вихідні (фільм)
Вихідні (англ. Killer Weekend) — американський детектив 2004 року.

## Сюжет
Популярний ведучий дитячих телевізійних програм Том Берлкі і його дружина Джанет запрошують чотирьох друзів — подружжя Джека і Сашу Телбот і Майкла і Олівію Грін — провести кілька днів у своєму заміському будинку на узбережжі. Джек — крупний і дуже успішний бізнесмен, Олівія — його племінниця, а Майкл і Джанет працюють у нього в компанії.
Шлюб Джека і Саші останнім часом переживає серйозні труднощі, але подружжя приймають запрошення. Вечеря проходить цілком мирно, а на ранок Джека знаходять мертвим. Незабаром, поліцейському детективові Люку Ніколеті, що розслідує цю справу, стає очевидно, що Джек став жертвою добре спланованого вбивства. Залишається встановити: хто ж з решти учасників того нещасливого вечора — злочинець?

## У ролях
| Актор             | Роль                  |
| ----------------- | --------------------- |
| Роберт Міано      | детектив Люк Ніколеті |
| Аль Сап'єнца      | Майкл Грін            |
| Джон Кастелланос  | Том Барклі            |
| Дженніфер Фаррелл | Джанет Барклі         |
| Сиріл Клер        | Саша Телбот           |
| Ейпріл Фісселл    | Олівія Грін           |
| Елайза Робертс    | Марія                 |
| Майкл Біско       | поліцейський          |
| Девід Ара         | Френкі Келлогг        |
| Наталі Александр  | Саллі Ніколеті        |
| Ерік Робертс      | Джек Телбот           |
| Скіп Адамс        | Ронні                 |